# 天钩增十四
仙王座25，又名BD+62 2059，HD 211833、SAO 19991、HR 8511，是仙王座的一颗恒星，视星等为5.75，位于銀經106.41，銀緯4.96，其B1900.0坐标为赤經22h 14m 56.9s，赤緯+62° 4.96′ 11″。